# Avengers (игра, 2020)
Marvel’s Avengers (В России официально издаётся под названием «Мстители Marvel») — компьютерная игра в жанре action-adventure 2020 года, разработанная компанией Crystal Dynamics в сотрудничестве с Marvel Games и изданная компанией Square Enix Europe. Игра основана на команде супергероев Marvel Comics «Мстители» и в основном вдохновлена версией команды из кинематографической вселенной Marvel. Кроме того, она включает в себя элементы команды из комиксов. Игра рассказывает о подростке-нелюде Камале Хан, получившей сверхспособности во время Дня Мстителей, который заканчивается трагедией после террористического акта. Обвиненные в катастрофе, Мстители распались и позволили научной корпорации A.I.M. занять их место. Пять лет спустя, когда A.I.M. угрожает уничтожить всех нелюдей, Камала отправляется на поиски Мстителей для борьбы с этим новым врагом.
Игра проходится от третьего лица и имеет как однопользовательский, так и многопользовательский режимы; она имеет онлайн-кооперативный режим, позволяющий игрокам собрать собственную команду героев. Первоначальный состав состоял из Тони Старка / Железный человек, Стива Роджерса / Капитан Америка, Брюса Бэннера / Халк, Тора, Наташи Романофф / Чёрная вдова и Камалы Хан / Мисс Марвел, при этом большое число персонажей было добавлено в бесплатные обновления после запуска, что также добавило расширения сюжета и новые регионы для изучения. Каждый герой обладает различными функциями настройки костюмов, а также способностью улучшать свои силы и способности с помощью дерева навыков.
Игра была выпущена 4 сентября 2020 года на PlayStation 4, Google Stadia, Windows и Xbox One. Игра получила смешанные отзывы, при этом критики хвалили её бой и сюжет, но критиковали её гринд, отсутствие существенного контента, пользовательского интерфейса и технические проблемы. Она была выпущена 18 марта 2021 года на PlayStation 5 и Xbox Series X/S, а игроки PlayStation 4 и Xbox One могли обновляться бесплатно.
Несмотря на высокие первоначальные продажи, игра была коммерческим провалом. 20 января 2023 года было объявлено что Crystal Dynamics прекратит поддержку игры, а 30 сентября закрылись все серверы игры, и она была удалена из цифровых магазинов. Crystal Dynamics выпустила последнее обновление 31 марта 2023 года.

## Сюжет
В Сан-Франциско проводится грандиозное событие — «День Мстителей», когда неожиданно происходит взрыв на мосту «Золотые Ворота», организованный Таскмастером. Команда величайших героев Земли отправляется туда, но, во время крупной заварушки, Капитан Америка оказывается на вертолётоносце секретной миротворческой организации «Щ.И.Т», где погибает в результате взрыва реактора, покрывшего город волной энергии. Энергия превращает многих жителей в нелюдей, наделяя их сверхспособностями, однако большинству они приносят лишь боль. Мстители обвиняются в теракте и распадаются, но спустя некоторое время собираются снова, чтобы противостоять новой угрозе. Ею оказывается корпорация A.I.M. Данная корпорация специализируется на поиске и излечении нелюдей, но в ходе игры выясняются более зловещие мотивы корпорации. Мстителей же собирает Камала Хан - одна из тех, кто получил сверхспособности во время теракта, преданная фанатка Мстителей, уверенная в их невиновности и желающая отыскать истинного организатора взрыва.

## Игровой процесс
Avengers является игрой в жанре action-adventure. В игре присутствует кооперативный режим, который рассчитан на 4 человек с возможностью кастомизации и развития различных героев. В качестве играбельных персонажей на момент выхода игры будут доступны Железный человек, Капитан Америка, Тор, Чёрная вдова, Халк и Мисс Марвел. Впоследствии в игру добавят таких персонажей, как Чёрная Пантера, Зимний Солдат и Человек-паук.

## Разработка
В январе 2017 года издательство Square Enix объявило, что подписало контракт с Marvel на несколько игр, основанных на персонажах Marvel Comics, и выпустили тизер к игре с кодовым названием The Avengers Project.
10 июня 2019 года на конференции E3 2019 был представлен первый сюжетный трейлер, а также объявлено официальное название игры — Avengers. Релиз был назначен на 15 мая 2020 года, но позже был перенесён на 4 сентября.
22 июня 2020 года Square Enix объявила, что все пользователи, которые приобретут версию игры для PlayStation 4 получат копию для PlayStation 5 бесплатно.
В октябре 2020 года, стало известно, что разработчики отложили выход крупных обновлений игры, и перенесли дату выхода игры на консолях PlayStation 5 и Xbox Series X на 2021 год.

## Отзывы
| Сводный рейтинг       | Сводный рейтинг                     |
| Агрегатор             | Оценка                              |
| --------------------- | ----------------------------------- |
| Metacritic            | PC: 70/100 PS4: 67/100 XONE: 59/100 |
| Иноязычные издания    |                                     |
| Издание               | Оценка                              |
| Destructoid           | 6/10                                |
| EGM                   | 2/5                                 |
| Game Informer         | 8,75/10                             |
| GameRevolution        | 3/5                                 |
| GameSpot              | 7/10                                |
| GamesRadar+           | [ 20 ]                              |
| GameStar              | 75/100                              |
| Hardcore Gamer        | [ 22 ]                              |
| IGN                   | 6/10                                |
| PC Gamer (UK)         | 69/100                              |
| Shacknews             | 8/10                                |
| USgamer               | [ 26 ]                              |
| VideoGamer            | 7/10                                |
| Русскоязычные издания |                                     |
| Издание               | Оценка                              |
| 3DNews                | 7,5/10                              |
| Gameplay              | [ 29 ]                              |
| Riot Pixels           | 55 %                                |
| «Игромания»           | [ 31 ]                              |

### Продажи
Игра возглавила сентябрьский чарт продаж в США, показав хороший старт продаж с даты релиза, и заняла второе место, уступив Spider-Man. А в общем чарте за 2020 год, игра занимает седьмую строчку.

## Комментарии
1. ↑  Дополнительная работа от Eidos-Montréal, Crystal Northwest, Nixxes Software, и Crystal Southwest.[1]
2. ↑  Deluxe Edition и Earth's Mightiest Editopn были выпущен 1 сентября, а стандартное издание было выпущено 4 сентября